# Camp de concentració de Dénia
El Camp de concentració de «Espanya« a Dénia fou un camp estable. Va arribar a tindre 2000 presoners. Estigué obert des de juliol de 1939 fins al febrer de 1940, en què els presoners foren traslladats a presons provincials o centrals.

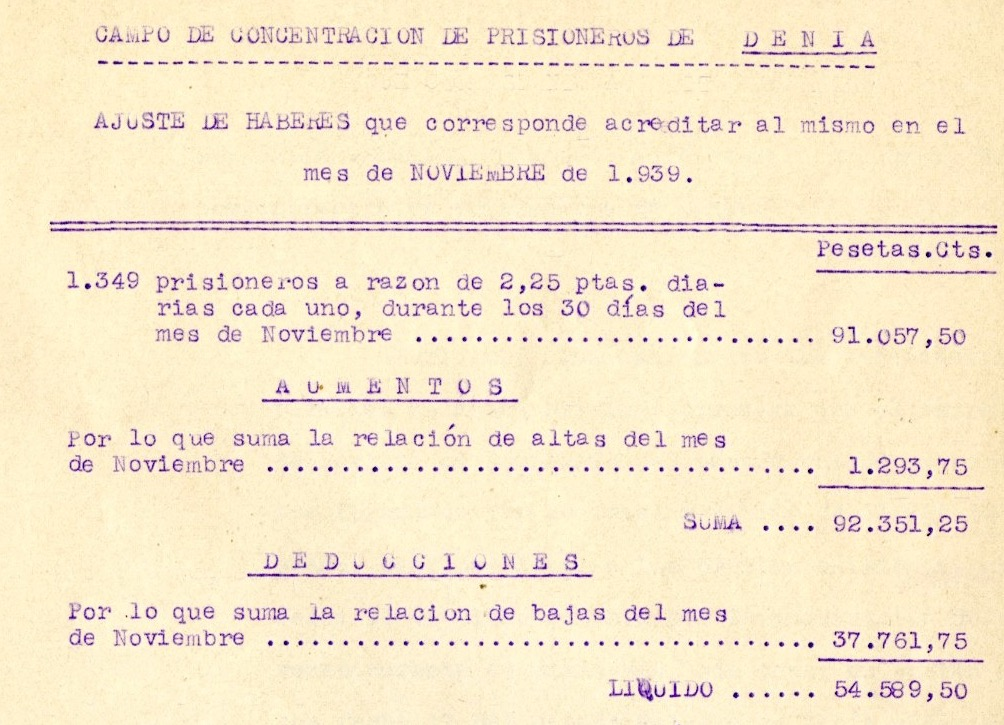
Document comptable del camp de concentració España de Dénia de novembre de l'any 1939

A Dénia l'any 1939 hi hagué 5 espais amb presoners: La presó del partit al Col·legi del Germans Maristes, els magatzems Morand al carrer Canalejas (actualment Carrer la Mar), el magatzem de J. Gualde que fou presó Militar, el camp de concentració «Espanya» situat a la carretera d'Ondara front al camí vell de Gandia (actualment plaça de Valgamedios), i el Diposit municipal situat al costat de l'ajuntament.

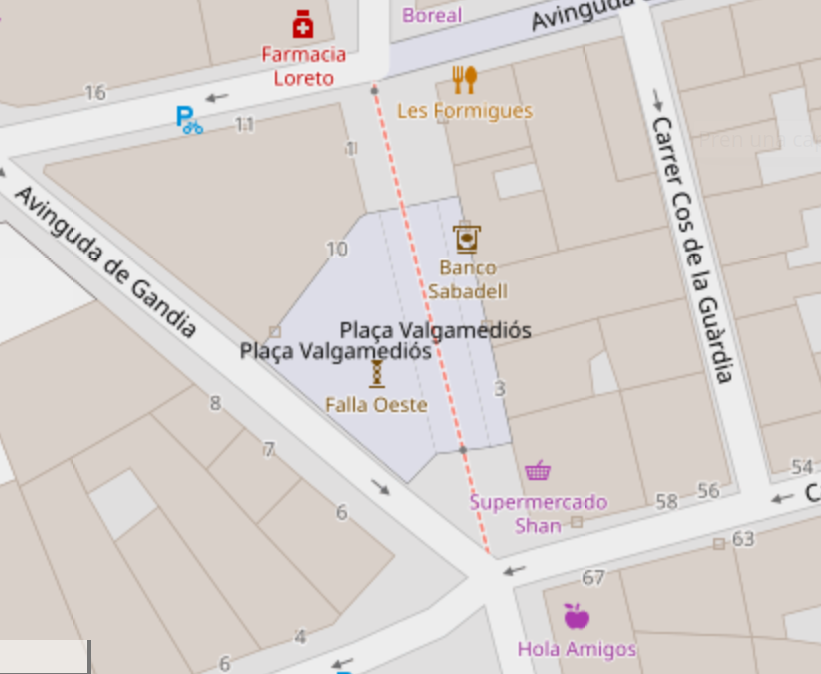
Plaça Valgamediós on estava situat el Camp de Concentració de Dénia

Els presos considerats complicats en delictes sang estaven al Diposit Municipal. El tractament físic i psicològic dels presos tenia com finalitat atemorir-los, doncs segons un testimoni oral, «tots els dies a poqueta nit entraven uns falangistes de Dénia, i feien pujar uns quants presos al pis superior deixant-los reduïts a masses sanguinolentes assotant-los amb unes vergues de bou».
La higiene de totes els presoners era lamentable, no existia cap vàter, per realitzar les necessitats personals utilitzaven bidons buits de carbur i una vegada al dia es treien al patí. La neteja personal es feia al mateix plat en el qual menjaven amb l'aigua que els donaven per beure. El carro de la neteja pública de Dénia era el que passava a recollir les latrines concretament del camps de concentració però no se sap amb quina periodicitat.
A finals de 1939 els presoners del magatzem Morand foren traslladats en tren de Dénia a Carcaixent i després en camions fins al sanitari antituberculós de Portaceli que s'havia habilitat com camp de concentració. Allí és els presoners reberen un tracte més dur. El menjar que els familiars els enviaven amb molt de patiment era a vegades destruït, en una cerimònia on els feien formar al patí cantar el «Cara al sol» amb el braç alçat mentre ruixaven amb gasolina, i cremaven el menjar que havien rebut dels familiars.
El 26 de gener de 1940, arriba l'ordre de Govern Civil que tots els condemnats, que encara restaven a Dénia, foren traslladats immediatament a les Presons Provincials o Centrals. I així, els últims presoners que varen eixir de Dénia, eren els que estaven malalts i no havien pogut encara ser traslladats, donant-los d'alta el 15 de febrer de 1940 i portant-los a Alcoi. Entre aquests es trobaven Vicente Ortolà Buigues, fundador de la UGT a Dénia i Juan Serrano Patrocinio, fundador del Partit Republicà Autònom del districte de Dénia l'any 1930, i Regidor del Partit Comunista durant la Guerra Civil a l'Ajuntament de Dénia.